# Solote
Solote (ukrainisch Золоте; russisch Золотое Solotoje) ist eine Stadt in der ukrainischen Oblast Luhansk und hatte vor Beginn des Russisch-Ukrainischen Kriegs 2014 14.000 Einwohner.
Solote wurde 1903 gegründet und besitzt seit 1938 den Status einer Stadt. Die Stadt liegt seit Mitte 2014 an der umkämpften Grenze zum von Separatisten der Volksrepublik Lugansk besetzten Gebiet der Ostukraine.

## Geographische Lage
Die im Donezbecken gelegene Stadt gehört administrativ zum Rajon Sjewjerodonezk und liegt an der Regionalstraße P–66 und der Territorialstraße T–13–16 18 km nordöstlich vom ehemaligen Rajonzentrum Popasna und 68 km nordwestlich vom Oblastzentrum Luhansk. Im Norden grenzt Solote an die Stadt Hirske.
Bis zum 7. Oktober 2014 gehörte der Ort verwaltungstechnisch zur Stadt Perwomajsk und wurde dann dem Rajon Popasna angegliedert, im September 2016 wurde das Ortsgebiet um das Dorf Kateryniwka (Катеринівка) mit 228,19 Hektar vergrößert.
Am 12. Juni 2020 wurde die Stadt ein Teil der neugegründeten Stadtgemeinde Hirske, bis dahin bildete sie zusammen mit dem Dorf Kateryniwka (Катеринівка) die gleichnamige Stadtratsgemeinde Solote (Золотівська міська рада/Solotiwska miska rada) im Zentrum des Rajons Popasna.
Seit dem 17. Juli 2020 ist sie ein Teil des Rajons Sjewjerodonezk.